# Oskars Muižnieks
Oskars Muižnieks, né le 9 décembre 1989 à Jūrmala, en RSS de Lettonie (Union soviétique) est un biathlète et fondeur letton. Après sa carrière de skieur, il continue une activité de cycliste spécialiste du VTT cross-country.

## Biographie
Il commence dans basket-ball à l'âge de sept ans, pour dans le biathlon entraîné par  Sergey Sverchkov.
Oskars Muižnieks entame sa carrière internationale à l'été 2007 aux Championnats du monde junior de biathlon d'été. Il obtient un podium en relais dans l'IBU Cup junior en 2008.
En 2013, le Letton participe à sa première compétition dans l'élite à l'occasion des Championnats du monde à Nové Město.
En décembre 2017, il inscrit ses premiers points dans la Coupe du monde au Grand-Bornand avec une 35e place sur la poursuite.
En 2018, il prendre part enfin aux Jeux olympiques à Pyeongchang, où il se classe 66e du sprint et 42e de l'individuel. Il s'agit de son ultime compétition internationale dans le biathlon, du fait du manque de financement de la part de sa fédération.
Dans le ski de fond, il est champion de Lettonie sur dix kilomètres libre en 2015, ainsi que du sprint et du quinze kilomètres en 2017. En 2011, il court le sprint des Championnats du monde à Oslo, prenant la 78e position.
Physiothérapeute de profession, Muižnieks s'entraîne à l'inter-saison dans un autre sport : le VTT cross-country. À l'été 2018, il participe au Championnat du monde de VTT cross-country marathon, prenant la 61e place. Il devient champion de Lettonie dans cette discipline en 2019.

## Palmarès en biathlon

### Jeux olympiques
| Épreuve / Édition                | Individuel | Sprint | Poursuite | Départ en masse | Relais | Relais mixte |
| Jeux olympiques 2018 Pyeongchang | 42e        | 66e    | -         | -               | -      | -            |

Légende :
- - : Non disputée par Oskars Muižnieks

### Championnats du monde
| Mondiaux \ Épreuve | Individuel | Sprint | Poursuite | Départ en masse | Relais | Relais mixte | Relais mixte simple |
| 2013 Nové Město    | Abandon    | 112e   | —         | —               | 21e    | —            |                     |

Légende :
- — : non disputée par Rastorgujevs

### Coupe du monde
- Meilleur classement général : 93e en 2018.
- Meilleur résultat individuel : 35e.

#### Classements
| Saison    | Classement général final | Individuel | Sprint | Poursuite | Mass start |
| 2017-2018 | 93e                      | -          | -      | 71e       | -          |